# Schriftgranit

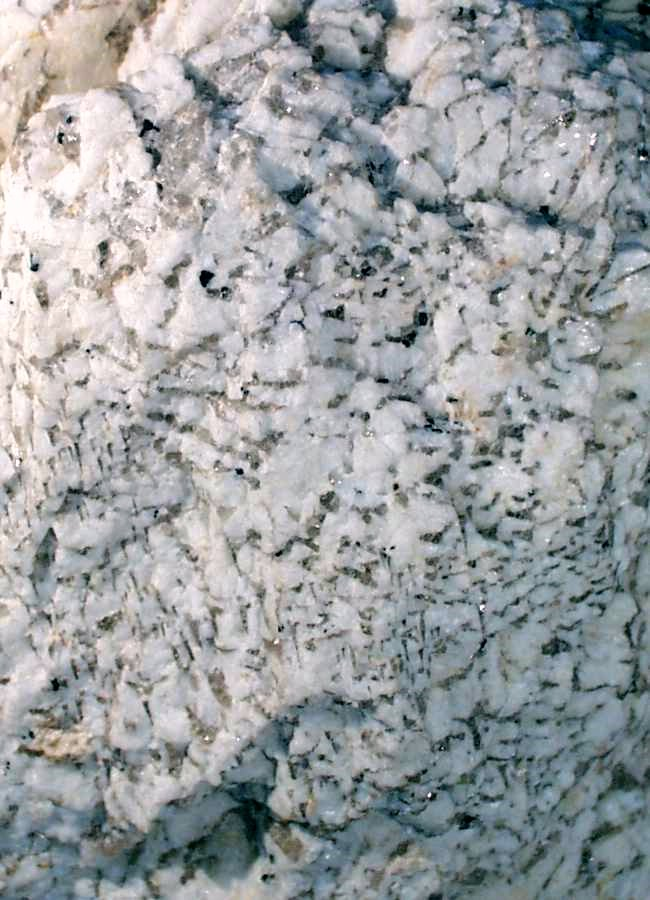
Schriftgranit. Fundort: unbekannt. Bildbreite: 7 cm. Die kleinen grauen kristallografisch regelmäßig ausgerichteten Quarzkristalle sind in einem weißen Feldspatkristall ausgerichtet

Als Schriftgranit (synonym Runit und Pegmatit) wird ein meist granitisches oder syenitisches magmatisches Gestein mit einem besonderen Gefüge genannt, das durch regelmäßige, so genannte graphische Verwachsungen von Quarz und Feldspat (eutektisches Gefüge) gekennzeichnet ist.

## Entstehung
Das besondere Gefüge des Schriftgranits entsteht bei der schnellen Auskristallisation einer Schmelze im Eutektikum und ist in ähnlicher Form beispielsweise auch aus der Metallurgie bekannt. Die Quarz- und die Feldspatkomponente verhalten sich dabei jeweils wie kristallografische Einkristalle mit Skelettwachstum und gegenseitiger Durchdringung der beiden Phasen (und zeigen z. B. unter dem Polarisationsmikroskop dementsprechend eine einheitliche Auslöschung). Zwischen der Quarzphase und der Feldspatphase besteht jedoch keine gesetzmäßige Verwachsung im Sinne einer Epitaxie, was bei der völlig unterschiedlichen Kristallstruktur von Quarz und Feldspat auch leicht einsichtig ist. Der Name beruht auf der Tatsache, dass diese Verwachsungen im Anschnitt oft an Runen oder ähnliche Schriftzeichen erinnern. Schriftgranit bildet sich häufig in der späten Kristallisationsphase eines Magmas, so etwa in Pegmatiten.

## Geschichtliches
Der Begriff Schriftgranit wurde zum ersten Mal im Jahr 1827 von Karl Cäsar von Leonhard in die wissenschaftliche Fachliteratur eingeführt.

## Verbreitung

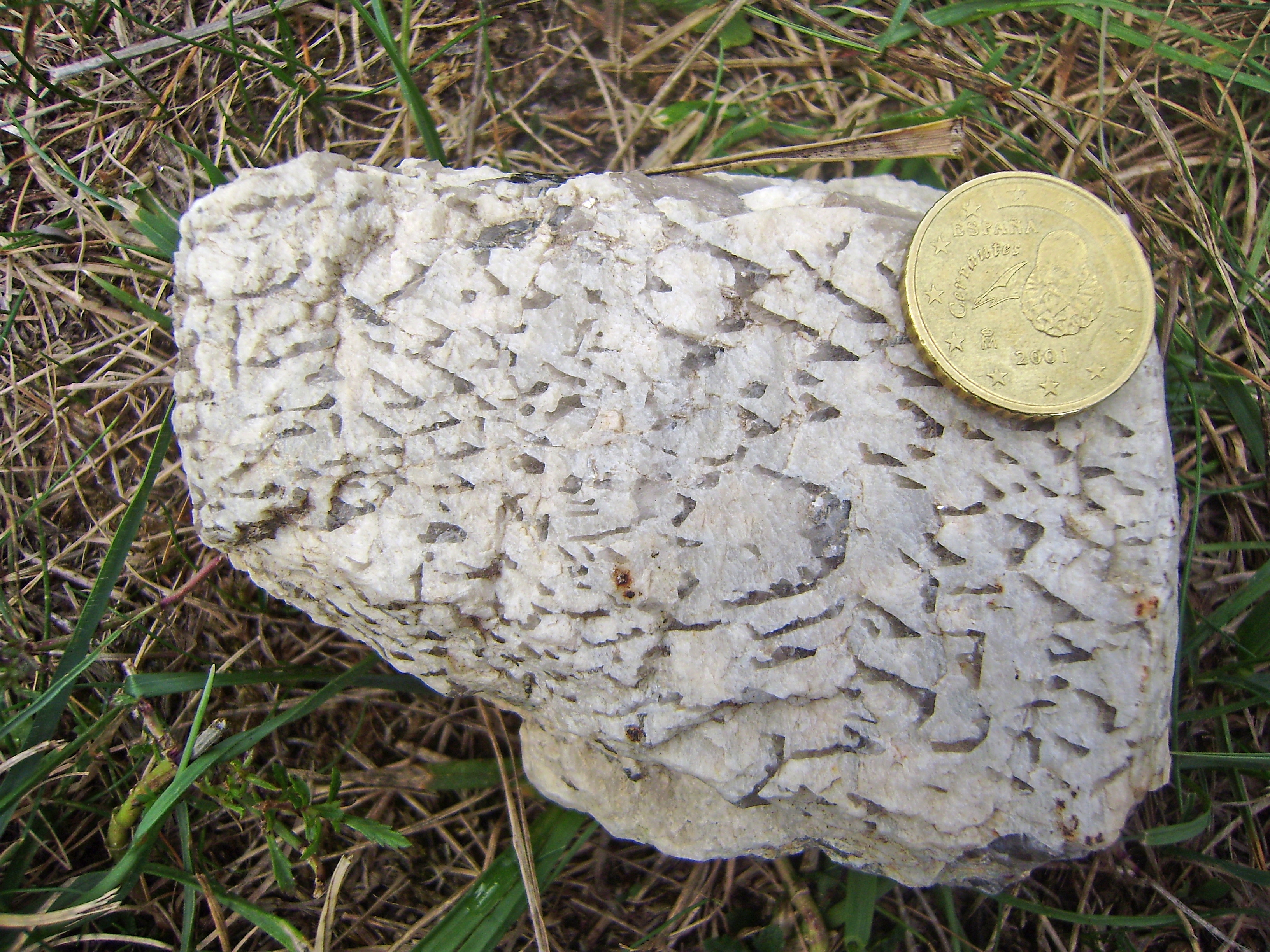
Schriftgranit aus einem Pegmatitvorkommen im Saint-Mathieu-Leukogranit, Frankreich

Schriftgranit ist weltweit verbreitet und kommt regelmäßig in den zentralen Zonen großer Granitkörper, z. B. im Brockengranit vor. Allerdings nimmt er innerhalb derselben nur kleinere Flächen ein. Auch als skandinavisches Geschiebe ist Schriftgranit in Norddeutschland nicht selten.

## Verwendung
Schriftgranit wird zu Trommelsteinen und kleinen Kunstgegenständen verarbeitet. Umgangssprachlich benutzt man für sehr grobkörnigen Schriftgranit die Bezeichnung Zebrafeldspat, da man in normalgroßen Stücken die „Schrift“ nicht erkennen kann.